# Battaglia di Seminara (1502)
La  battaglia di Seminara del 25 dicembre del 1502 ebbe luogo nelle vicinanze della città calabrese di Terranova tra le truppe francesi sotto il comando di Bérault Stuart d'Aubigny e l'armata spagnola condotta da Hugo de Cardona, Manuel de Benavides e Antonio de Leyva, durante la seconda guerra di Napoli.
I francesi sconfissero gli spagnoli che di conseguenza si ritirarono dalle posizioni sulle coste del sud-Italia. La Calabria rimase quindi sotto il controllo dell'esercito francese.